# Ruth Berghaus
Pour l’article homonyme, voir Berghaus (homonymie).
Ruth Berghaus, née le 2 juillet 1927 à Dresde et morte le 25 janvier 1996 à Zeuthen, est une chorégraphe allemande ainsi qu'une metteuse en scène de théâtre et d'opéra.

## Biographie
Ruth Berghaus naît en 1927 dans une famille de mineurs. Contre la volonté de ses parents, elle étudie la danse expressionniste et la chorégraphie auprès de Gret Palucca à Dresde et devient élève de Wolfgang Langhoff à l'Académie des arts de la RDA. Mais elle apprend surtout au contact de Bertolt Brecht.
De 1951 à 1964, elle travaille comme chorégraphe au Deutsches Theater, au Deutsche Staatsoper, au Berliner Ensemble ainsi qu'au Distel. En 1954, elle épouse le compositeur Paul Dessau.
Elle commence son travail de mise en scène avec Die Verurteilung des Lukullus de Brecht et Dessau en 1960 à Mayence. En 1964, elle est remarquée pour sa chorégraphie des scènes de combat de la pièce Coriolan (adaptation de Brecht) représentée au Berliner Ensemble.
En 1968, elle est engagée comme metteure en scène au Berliner Ensemble et succède à Helene Weigel à la direction du théâtre en 1971, fonction qu'elle exerce jusqu'en 1977.
Elle met en scène deux pièces de Brecht, Dans la jungle des villes en 1971 et La Mère en 1974, et deux pièces d’auteurs contemporains, Omphale de Peter Hacks en 1972 et Ciment de Heiner Müller en 1973.
Elle réalise parallèlement, à partir de 1966, des mises en scène au Deutsche Staatsoper où elle est engagée en 1977 :  des opéras en premières mondiales de Paul Dessau comme Puntila, Lanzelot, Einstein, Leonce und Lena. En collaboration avec le compositeur Michael Gielen à l'Opéra de Francfort, elle met en scène sept opéras de 1980 à 1987, notamment Der Ring des Nibelungen de Richard Wagner avec le scénographe Axel Manthey.
En 1993, après la cessation de ses fonctions au Deutsche Staatsoper, elle est engagée comme directrice à l'Opéra de Zurich. Elle travaille principalement à Hambourg, Vienne et Berlin. La dernière œuvre qu'elle met en scène est Freispruch für Medea de Rolf Liebermann, une première mondiale à l'Opéra d'État de Hambourg en 1995.
Ruth Berghaus s'est consacrée intensivement à la formation de jeunes artistes en dirigeant des classes de maître pour la mise en scène d'opéra. Elle a été membre de l'Académie des arts de la RDA à partir de 1972.

## Sources, notes et références